# Rezerwat przyrody Mięcierzyn
Mięcierzyn – leśny rezerwat przyrody w województwie kujawsko-pomorskim. Zajmuje powierzchnię 53,24 ha. Powołany w celu zachowania ze względów naukowych, dydaktycznych i krajobrazowych fragmentu żyznej buczyny niżowej na terenach niewapiennych.
Obszar rezerwatu podlega ochronie ścisłej (43,52 ha) i czynnej (9,72 ha).

## Lokalizacja
Rezerwat przyrody „Mięcierzyn” położony jest w gminie Rogowo w powiecie żnińskim. Rezerwat leży na obszarze Nadleśnictwa Gołąbki.